# USS North Carolina (1820)
USS North Carolina – amerykański okręt liniowy; brał udział w wojnach amerykańsko-meksykańskiej oraz secesyjnej.
Jeden z „dziewięciu okrętów liczących nie mniej niż 74 działa” zaordynowany do budowy przez Kongres 29 kwietnia 1816 roku, budowany w Filadelfii, zaś wyposażany w Norfolk. Pierwszym jego dowódcą był Charles Morgan.
Uważany za jedną z najpotężniejszych jednostek swoich czasów. Służył na Morzu Śródziemnym, jako okręt flagowy dla komandora Johna Rodgersa od 29 kwietnia 1825 do 18 maja 1827.